# 上西亮二
上西 亮二（うえにし りょうじ、1907年8月15日 - 2002年2月27日）は、日本の経営者。島津製作所社長、会長を務めた。滋賀県大津市出身。

## 経歴・人物
1931年に京都帝国大学工学部電気工学科を卒業し、同年に島津製作所に入社した。1954年に取締役に就任し、常務、副社長を経て、1971年から社長に就任し、1981年から会長に就任した。1986年から相談役を務めた。
1975年に創業100周年記念を機に島津創業記念資料館を開館し、1980年には島津科学技術振興財団を設立した。
1964年に藍綬褒章を受章し、1977年に勲二等瑞宝章を受章した。
2002年2月27日老衰のために死去。94歳没。